# Nobilis (entreprise)
Pour les articles homonymes, voir Nobilis.
Nobilis est une entreprise française d'édition et de distribution de jeux vidéo fondée en 2001 dans la métropole de Lyon et disparue en 2013. Nobilis distribuait et produisait également des accessoires pour consoles sous la marque Subsonic, dont l'activité s'est poursuivie après la liquidation judiciaire de Nobilis.

## Histoire

### Origines et développement
Nobilis est fondée en 2001 dans la métropole de Lyon par Arnaud Blacher, Pierre de Laporte et Eric Pernelle, trois anciens directeurs d'Infogrames,. Le siège social de la société est d'abord situé à Champagne-au-Mont-d'Or, puis déménage à Dardilly et quelques années plus tard à Limonest.
Formée en société anonyme, l'entreprise est éditeur et distributeur de jeux vidéo pour PC et pour consoles (Xbox, Xbox 360, PlayStation 2, Nintendo Wii, PSP, GameCube, Nintendo DS, Game Boy Advance au fur et à mesure de l'apparition de ces plateformes). La société distribue et produit également des accessoires pour consoles sous la marque Subsonic, notamment pour les plateformes Xbox 360, PlayStation 2, PlayStation 3, Nintendo Wii, GameCube, PSP et Nintendo DS.
Au cours de ses premières années d'existence, Nobilis connaît une rapide croissance de son activité. La société enregistre un chiffre d'affaires de 3,5 millions d'euros dès son premier exercice comptable. En 2003, la société emploie 30 salariés pour un chiffre d'affaires annuel de 16 millions d'euros. En 2005, la société enregistre un chiffre d'affaires de 20 millions d'euros et affirme réaliser des exercices comptables bénéficiaires depuis sa création. Dans ce contexte de forte expansion, Nobilis ouvre des filiales à Madrid, Bruxelles et Rome.

### Difficultés financières et liquidation
En 2009, Nobilis rencontre des difficultés financières dans un contexte de détérioration du marché du jeu vidéo en France, notamment sur le segment de la distribution des jeux pour Nintendo DS. Entre la fin d'année 2008 et l'été 2009, Nobilis annule six projets d'édition commandés à des studios de développement et la société licencie en juin 2009 15 à 20 % de ses 65 salariés, auxquels s'ajoutent des départs volontaires. Deux membres de Nobilis concernés par cette vague de départs fondent à cette époque la société d'édition Zallag.
Début 2011, Nobilis annonce une réorientation stratégique de ses activités, en se concentrant sur la distribution d'accessoires pour consoles et sur l'édition de jeux vidéo dématérialisés, accessibles via un navigateur Internet,. L'activité de distribution d'accessoires est rentable : sur l'exercice comptable 2010-2011, Subsonic génère un résultat annuel avant impôts de 426 000 euros.
Malgré cette réorientation stratégique, Nobilis est placée en redressement judiciaire en septembre 2011. Faute de solution de reprise, la société connaît une liquidation judiciaire le 8 mars 2013 et cesse ainsi ses activités,. La marque Subsonic, qui générait une activité bénéficiaire, est préservée en étant transformée en société à part entière. Arnaud Blacher, Pierre de Laporte et Eric Pernelle conservent des postes de direction au sein de la société Subsonic après la liquidation judiciaire de Nobilis.

## Jeux édités et distribués
Selon la base de données de JeuxVideo.fr, Nobilis aurait édité et/ou distribué un total de 206 titres de jeux vidéo entre 2001 et 2010. Parmi ces jeux se trouvent notamment :
- 2002 : Hotel Giant (PC) - Distributeur
- 2003 : Hearts of Iron (PC) - Distributeur
- 2004 : Star Academy (PC) - Éditeur
- 2004 : Sherlock Holmes : La Boucle d'argent (PC) - Distributeur
- 2005 : Caméra Café, le jeu (PC) - Éditeur et distributeur
- 2005 : Wild Water Adrenaline featuring Salomon (PlayStation 2) - Distributeur
- 2006 : The Secrets of Da Vinci : le Manuscrit interdit (PC) - Éditeur et distributeur
- 2006 : The Secrets of Atlantis : L'Héritage sacré (PC) - Éditeur et distributeur
- 2006 : Cap sur l'île au trésor (PC) - Éditeur et distributeur
- 2007 : Les Campagnes de Napoléon (PC) - Éditeur et distributeur
- 2007 : Mountain Bike Adrenaline featuring Salomon (PlayStation 2) - Éditeur et distributeur
- 2008 : King's Bounty: The Legend - Distributeur
- 2008 : Moto Racer DS (DS) - Éditeur et distributeur
- 2008 : My Baby Boy et My Baby Girl (DS) - Éditeur
- 2009 : Détective Conan : Enquête à Mirapolis (Wii) - Distributeur
- 2009 : Criminology (DS) - Éditeur
- 2010 : Killing Floor (PC et Mac OS X) - Distributeur